# Scarabaeus spretus
Scarabaeus spretus är en skalbaggsart som beskrevs av Zur Strassen 1962. Scarabaeus spretus ingår i släktet Scarabaeus och familjen bladhorningar. Inga underarter finns listade i Catalogue of Life.